# Teknival

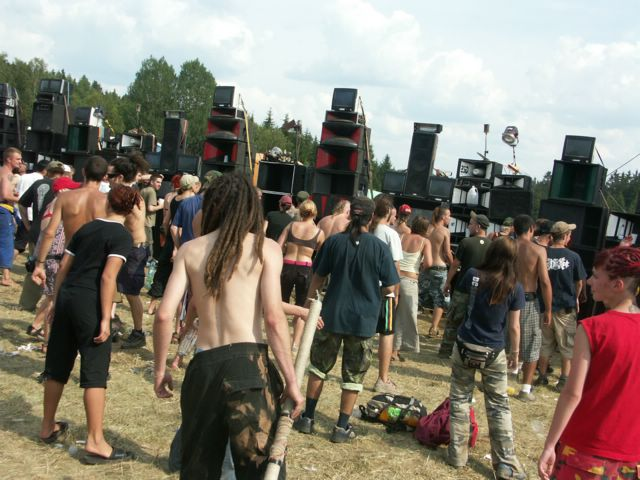
CzechTek, antiguo teknival en la República Checa.

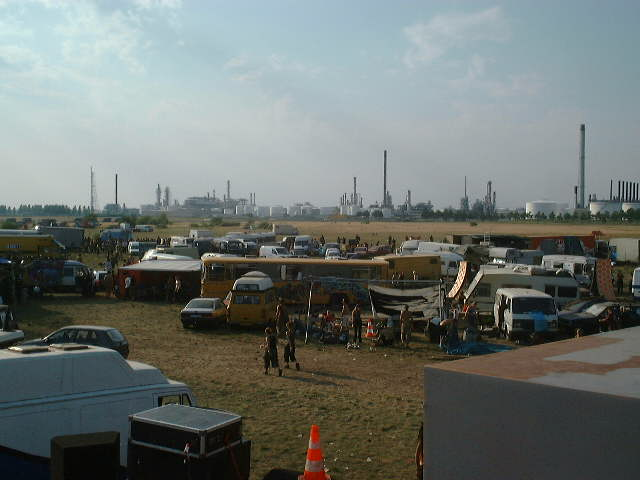
Teknival holandés, agosto de 2001

Un teknival, acrónimo de tekno y festival, es un evento musical de varios días, anticomercial, contracultural, autogestionado y de carácter abierto y gratuito, ya que aboga por la filosofía free party y la cultura D.I.Y. Los teknivales tienen su origen en los años 90s en el norte de Europa: Reino Unido, Holanda, Alemania... donde tienen una larga tradición asociada, y suelen ser ilegales según diversas leyes nacionales o regionales. Por ello, su difusión se da por canales alternativos o por el boca a boca, y su ubicación no es revelada hasta día previo a su comienzo.
El tamaño de un teknival varía desde unas pocas decenas de personas hasta miles, dependiendo de factores como la accesibilidad, su reputación, el clima o la legalidad. Los teknivales se suelen dar durante el verano, en ámbitos rurales o periurbanos alejados de zonas residenciales, como almacenes okupados, naves industriales y bases militares vacías, playas, bosques o campos. 
El teknivalismo es un movimiento comunitario de bases, que embebe culturalmente del fenómeno rave, de la escena punk, de los sound-systems jamaicanos ligados al reggae y de la cultura hippie expandida por el nomadismo New Age (los crusties). Todo ello ha conformado una verdadera subcultura ligada al teknivalismo.

## Historia
Se puede considerar al teknival como una versión a gran escala de la free party ('fiesta libre') y surgieron a principios de la década de 1990, cuando las acid house parties ('fiestas de house ácido') y los new travellers ('nuevos viajeros') que había por toda Gran Bretaña se convirtieron en el centro de la diana de la represión política, que culminó con la Ley de Justicia Penal y Orden Público de 1994. En concreto, el artículo 63 de esta ley otorgaba a la policía mayor poder de actuación para clausurar fiestas ilegales.
Fue entonces cuando los sound systems, colectivos de personas que poseían grandes equipos de música, comenzaron a viajar a otros países europeos donde las leyes eran menos restrictivas y las autoridades no estaban seguras de cómo detener los festivales. Uno de los sound systems más famosos y pioneros fue Spiral Tribe, que estaba a la vanguardia del movimiento free party en Europa. Otros fueron Bedlam, Circus Normal, Circus Warp y Vox Populi. El sound system Desert Storm organizó teknivales en Francia y España, y atrajo la subcultura rave a Sarajevo, Bosnia, en 1996, la cual se encontraba devastada por la guerra. De hecho, en una de sus fiestas, la primera línea se encontraba a apenas 10 km de distancia y las autoridades les pidieron apagar las luces para evitar atraer ataques enemigos.

## Características

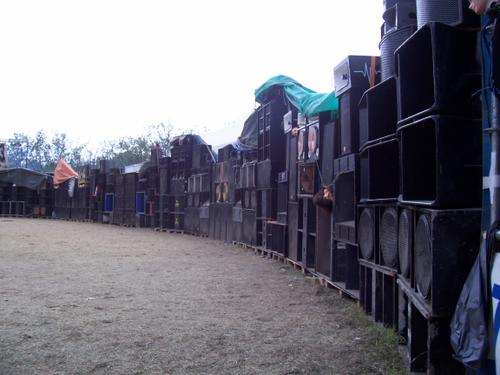
SummerTek en 2007

Si bien algunos teknivales son eventos únicos, la mayoría tienen lugar todos los años en la misma fecha o alrededor de esa fecha. Ejemplo de ello es el Czechtek, uno de los teknivales más míticos, que ocurrió en República Checa entre 1994 y 2006 y que llegó a atraer a más de 40.000 visitantes. El teknival de Marigny, en Francia, alcanzó una cifra similar.
Así como la palabra teknival se formó fusionando las palabras tekno y festival, los teknivales en diferentes países se suelen denominar también abreviados, como:
- Czechtek ('czech' + 'tekno');
- Frenchtek (en el norte de Francia);
- Poltek (en Polonia);
- Slovtek (en Eslovaquia)
- Southtek (sur de Alemania);
- Bulgariatek (en Bulgaria);
- Rotek (en Rumania);
- Helltek (en Grecia, Hellas en griego);
- Dutchtek (en los Países Bajos);
- Easttek (en Alemania del Este);
- U-Tek (en Ucrania);
- Northtek (en Canadá);
- Occitek (en Occitania, sur de Francia).
- ...etc.

### Estilo musical
La música que creció junto con los teknivales fue el freetekno, subgénero del techno que se caracteriza por beats de bombo (bass o kick drum) repetitivos y pesados alrededor de unos 180 BPM. Los DJs y los asistentes a la fiesta no se preocupan por los límites musicales, por lo que se toca e interpreta mucha música variada, en su mayoría electrónica. La mayoría de los sistemas de sonido pinchan estilos tipo acid techno, hardcore, frenchcore, electro, techno, jungle music, raggacore, skullstep, neurofunk, breakcore, schranz y speedcore. La música puede caracterizarse por ser más underground que la música que se escucha en clubes y fiestas comerciales, y algunos sistemas de sonido pueden especializarse en un subgénero determinado. La música es reproducida por DJ, que reproduce discos de vinilo y/o archivos MP3 en una computadora. Los livesets también se reproducen con frecuencia, pudiendo usarse una gama de equipamientos: teclados, cajas de ritmos, pedales de efectos de guitarra y controladores MIDI. En los primeros teknivales, los sistemas de sonido sonaban hasta que ya no quedase gente bailando o hasta que el agotara el diésel del generador.

### Expresiones de identidad
Como ocurre con muchas otras subculturas, la cultura tekno ha desarrollado un código de vestimenta propio, lo cual no quiere decir que cada uno no pueda vestir como quiera. Generalmente este look underground de teknivales implica ropa oscura y holgada (a menudo exmilitar) y cortes de pelo extremos, como cabello teñido, rastas o la cabeza rapada (o una combinación de los anteriores). Las perforaciones corporales y los tatuajes también son comunes. 
La gente suele comprar vehículos grandes de segunda mano, como caravanas, autobuses, autocares o camiones fuera de servicio. Los vehículos son a menudo principalmente hogares, en los que se vive permanentemente o solo durante los meses que viajen (como los nómadas irlandeses). También se utilizan para transportar los equipos de sonido. En Reino Unido, un viajero tekno generalmente se considera como una mezcla entre un viajero New Age y un crust punk.

### Ideología política
En un teknival uno puede encontrar personas de todo tipo: tanto jóvenes como mayores; tanto estudiantes y trabajadores «dentro del sistema», como travelers, okupas y hippies «al margen de la sociedad», todos unidos por el gusto compartido de escuchar y bailar freetekno.
Al ser una población tan mixta, no existe una ideología o una postura filosófica en la que converjan todos los teknivaleros, principalmente debido al hecho de que se pone énfasis en la libertad individual. Quizá la postura política más predominante sea la misma libertad: libertad de expresión, de pensamiento, de asociación... que viene acompañada de valores humanos que permiten esa misma libertad: tolerancia, fraternidad, confianza, bondad y responsabilidad. Las corrientes más anarquistas cuestionan los límites del Estado para interferir y limitar el derecho a la fiesta (Papá Estado o paternalismo libertario). Las corrientes anticapitalistas abogan por el derecho a festejar sin intereses económicos o comerciales de por medio, lo cual se intenta ilegalizar de forma sistemática desde las instituciones, ya que no es productivo ni rentable para la sociedad en general. 
Por su naturaleza, los teknivales requieren una organización colectiva compleja y, para tener éxito, un entorno sostenible de relaciones comunitarias. En sí mismos, tales eventos pueden verse como una declaración política de autoorganización, distanciada del Estado. Los enfrentamientos con la policía han movilizado a algunas personas a actuar contra las leyes que prohíben la autoorganización y el derecho de reunión. 
Estos enfrentamientos se remontan a los años 80, cuando los teknivales eran posiblemente indistinguibles de las raves Orbital, las acid house parties, las traveller gatherings y los eventos paganos de Stonehenge, Reino Unido, así como los primeros Burning Man y las reuniones tribales, las fiestas trance en Goa, India... etc. y han seguido formando parte de la vida teknival hasta la actualidad. En abril de 2006 hubo una marcha seguida de un pequeño teknival en Estrasburgo, Francia, para protestar contra la represión policial en general y más específicamente contra el cierre de Czechtek en 2005. Durante la implementación de la Ley de Justicia Penal en el Reino Unido, se llevaron a cabo varias protestas a gran escala durante el día y en público. 
Los movimientos Reclaim the Streets ('Recuperar las Calles') y Carnivals Against Capital ('Carnavales contra el Capital') de los 90, que condujo a las manifestaciones contra la cumbre de la OMC en Seattle y los posteriores eventos antiglobalización se basaron en la organización y cultura de los teknivales y las raves, a menudo involucrando a muchos de los mismos organizadores y participantes de las mismas.

### Organización interna

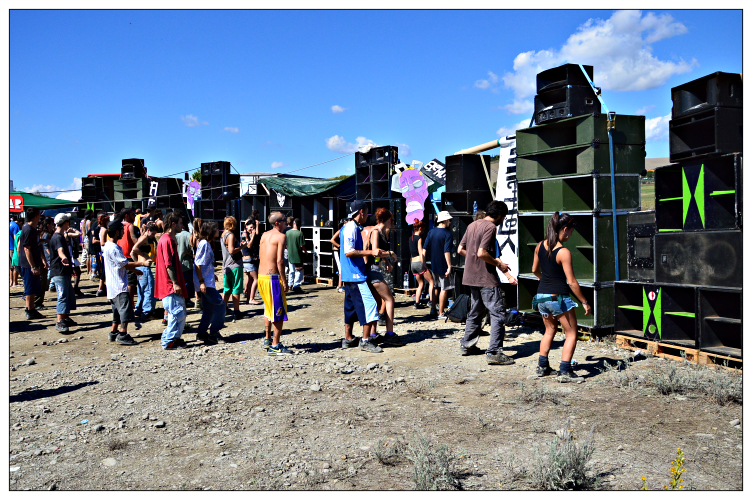
Teknival en Italia, 2004.

Cualquiera es bienvenido a ingresar a la fiesta, puesto que no se controla quien entra o sale, ni tampoco se cobra la entrada. Normalmente se anima a participar a cualquier artista que se presente. En el transcurso de unos días, el sitio puede convertirse en un pueblo efímero y poco organizado de sound systems, cafeterías, bares, carpas, zonas de descanso y muchos vehículos de gran tamaño. El teknival se considera a menudo como un ejemplo de lo que Hakim Bey denominó Zona Temporalmente Autónoma (T.A.Z.). Aunque en varias entrevistas Bey comentó que el interés de la cultura rave por la tecnología sigue siendo un aspecto problemático para la implementación del TAZ, esto no ha impedido que varios colectivos abanderen el concepto del TAZ dentro de la cultura teknival y rave. En cierto momento, los teufeurs franceses se aproximaron al movimiento de José Bové para establecer una alianza política, pero fueron rechazados.
Los sistemas de sonido, más conocidos por su nombre inglés, sound systems, se reúnen en el sitio y reproducen diversos tipos de música electrónica. Cada colectivo sound system viene acompañado de una multitud de amigos, amigos de amigos y viajeros de todos lados, generando un ambiente multicultural. Las fiestas pueden durar varios días o incluso semanas. Los teknivals son organizados por la comunidad de sound systems utilizando métodos clandestinos como el boca a boca, mensajes telefónicos, flyers ('panfletos') y foros de Internet. Normalmente, en el flyer se indica que la fiesta es una invitación abierta, por lo que cualquier artista que se presente puede tocar música. El énfasis está en una ética DIY. Además de los sistemas de sonido locales, que pueden actuar como anfitriones, los sistemas de sonido más grandes pueden pasar el verano viajando de un teknival a otro antes de regresar a su país de origen para pasar el invierno.
A pesar de la percepción pública, las muertes por drogas en estas fiestas son extremadamente raras. Dos personas murieron en un teknival en Marigny en Marne en 2005, una por un cóctel con alcohol mezclado con otras drogas, y la otra por una reacción alérgica a una oruga.

## Por región

### Teknivales de Francia

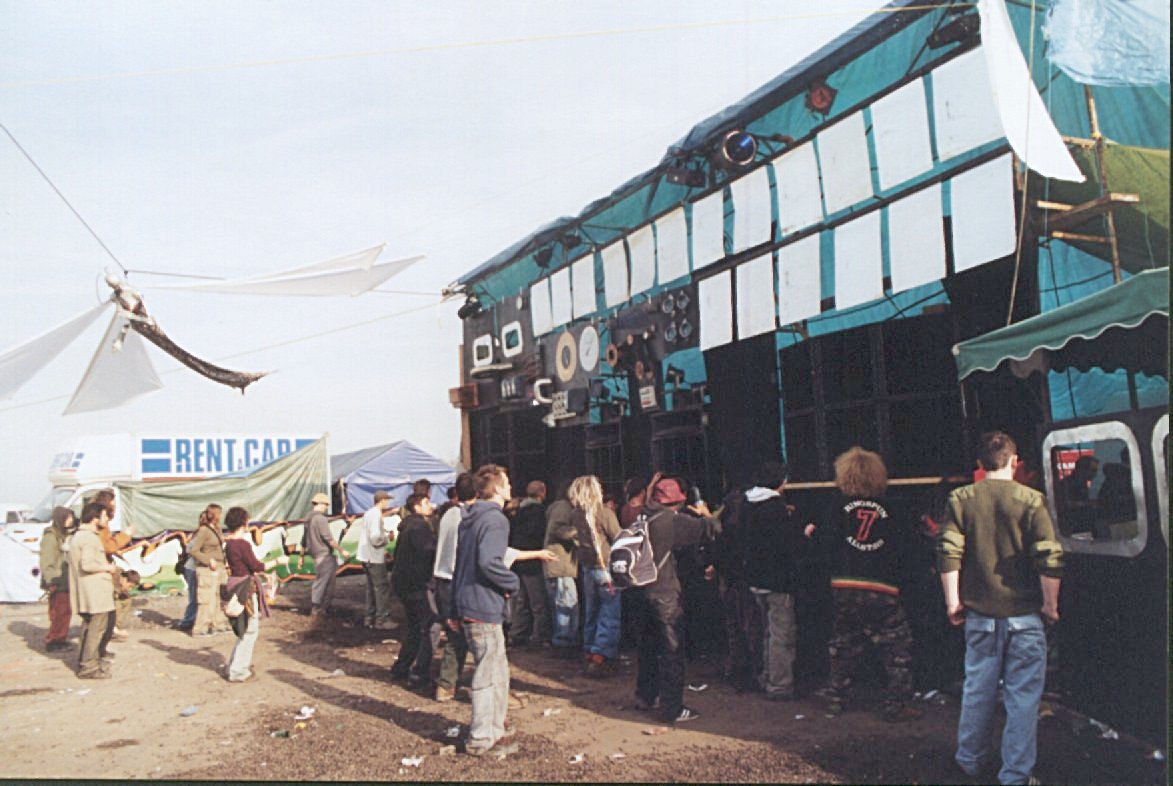
Paris Teknival, mayo de 2005.

En Francia los teknival aparecieron a partir de 1993. El teknival del Primero de Mayo en Fontainebleau, cerca de París, atraía de 60 a 80.000 personas a finales de la década de 1990 y en 2004 a más de 110.000 con más de 200 sistemas de sonido. Enmiendas eventuales a las leyes de seguridad pública, la Loi sur la Securité Quotidienne, se aprobaron en 2002 (conocida como la «Ley Mariani» en honor al político Thierry Mariani) en las que los free parties se vincularon con el terrorismo. Al igual que la Ley de Justicia Penal del Reino Unido, esto criminalizó efectivamente los grandes festivales gratuitos y aumentó los poderes de la policía para prevenir estos eventos. Los teknivales «legítimos» fueron apodados Sarkovals en honor al expresidente y ex Ministro del Interior Sarkozy, ya que eran los «aprobados» por el Ministerio. Los intentos de regular la free party se vieron como la institucionalización y comercialización de un escenario arraigado en un ambiente que es, en esencia, autónomo. Una fiesta legal cerca de Chambéry atrajo alrededor de 80.000 teufeurs. En muchos casos los sistemas de sonido eran inmediatamente incautados.
Actualmente, la ley francesa ha sido modificada para que permita free parties con 500 personas o menos (sujeto a quejas por ruido). Aunque los Préfets generalmente rechazan las solicitudes para aprobar free parties con más de 500 personas, las constantes negociaciones con el Ministerio del Interior desde 2002 han posibilitado la formación de un teknival en la frontera franco-italiana de Col de l'Arches, donde el equipo de sonido instaló los rigs en la frontera italiana de cara a los teufeurs en Francia. A desgana, el gobierno francés ha tenido que permitir la organización de hasta tres grandes teknivales al año, aunque en un sentido estricto son considerados como eventos no autorizados. Aun así, existen otros teknivales más allá de los «legales»: Printemps de Bourges, Transmusicales de Rennes o Borealis en Montpellier. Los negociadores de teknivales tratan directamente con el Ministerio del Interior, no con el Ministerio de Cultura (con quien deben tratar las empresas comerciales que buscan el estatus oficial), lo que indica que en gran medida no son preocupaciones culturales sino de seguridad.
En mayo de 2019, un clima inesperadamente frío afectó a un teknival al que asistieron 10.000 personas en el departamento de Creuse en el centro de Francia. Treinta personas fueron tratadas por hipotermia cuando la temperatura bajó a –3 °C.

### Teknivales en Reino Unido

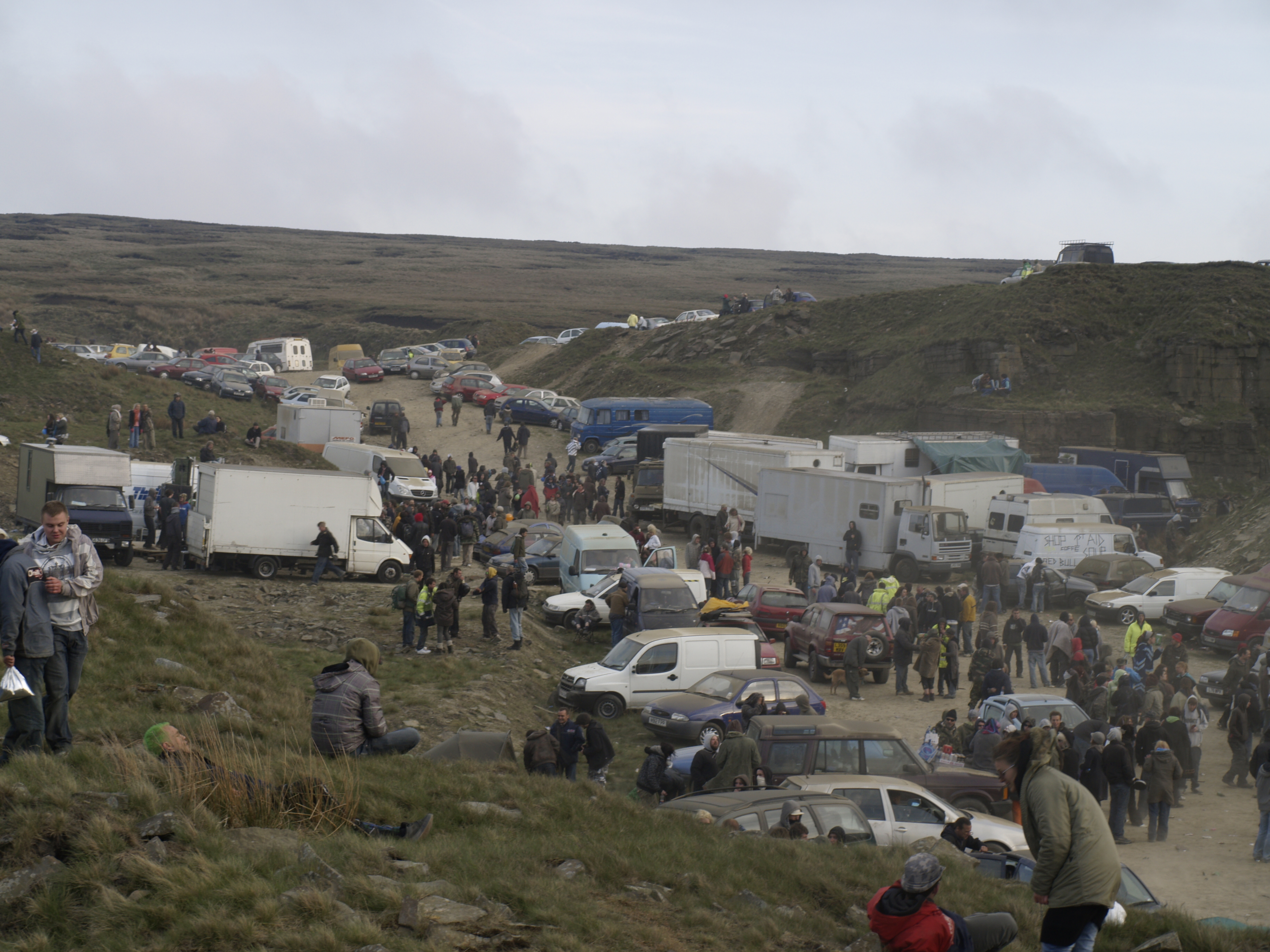
Reino Unido Tek 2008

En 2002, se celebró el décimo aniversario del gran Castlemorton Common Festival en Steart Beach, donde se presentaron alrededor de 16.000 personas durante el fin de semana. En 2005, hubo un UK-Tek en Gales y también un teknival conocido como Scumtek que ocurrió dos veces en Londres. El primer Scumtek fue detenido por la policía. Sin embargo, se han llevado a cabo otros cuatro eventos bajo el nombre de Scumtek, tres de los cuales fueron okupas con números de aparejos teknival, y Scumtek 3, que tuvo lugar en el centro de London Docklands en abril de 2010 en el exterior y en el interior con 23 aparejos presentes. 
En 2006 se produjo un teknival en Camelford, Cornualles en el aeródromo abandonado de Davidstow. Aproximadamente 2.500 personas asistieron y finalmente fue reprimido por la policía tres días después de comenzar. El UK-Tek de 2008 tuvo lugar en un páramo sobre Rochdale, en el norte del Gran Mánchester, resultando en una contundente represión policial. Además, actuaron unidades caninas, policías montados y policías con equipo antidisturbios completo. El UK Tek en 2009 tuvo lugar en una ladera remota cerca de Brecon, Gales, en un pub abandonado llamado The Drovers Arms, que es utilizado por el Ministerio de Defensa como lugar de entrenamiento. En 2010, el UK Tek estuvo nuevamente en el aeródromo de Dale en Pembrokeshire, Gales, con aproximadamente 2.500 asistentes y la policía obligó a la mayoría de las personas a abandonar el lugar el domingo. En 2015 tuvo lugar en Lincolnshire en un antiguo aeródromo que se había utilizado en el pasado para raves. La policía cerró los sistemas de sonido uno por uno, hasta que el sistema restante tuvo a la mayoría de los ravers a su alrededor, se resistió a las líneas policiales y los obligó a retroceder. El UK Tek de 2017 tuvo lugar en Gales cerca de Sennybridge, Brecon.
En mayo de 2018, se organizó un UK Tek cerca de la ciudad galesa de Brechfa en Carmarthenshire. La rave comenzó en la medianoche del sábado y la música no terminó hasta el lunes por la noche. Asistieron aproximadamente 4.000 personas. La policía de Gales del Sur estaba al tanto de la delírie, pero no tenía los recursos disponibles para dispersar a una multitud tan grande de personas. Se utilizó un helicóptero de la policía durante todo el fin de semana festivo para monitorear las acciones en tierra. A última hora del martes por la noche, los asistentes rave todavía se vieron en el lugar limpiando la mayoría de la basura que quedaba.

### Teknivales en la República Checa

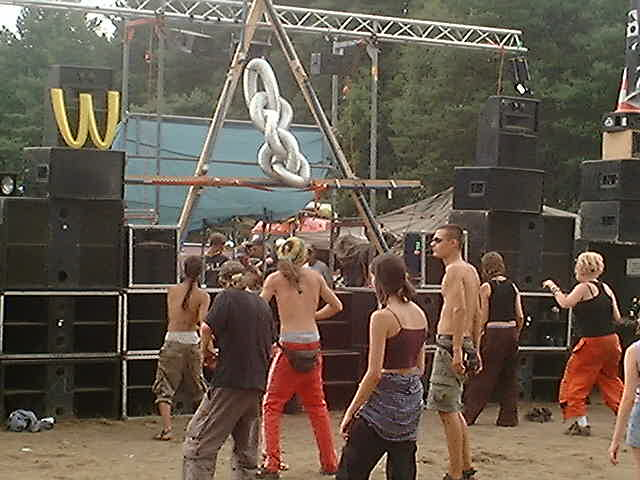
CzechTek en 2001.

En la República Checa se ubica el mítico Czechtek, que se llevó a cabo cada julio desde 1994 hasta 2006. En 2005, la policía actuó contra 5.000 asistentes a la fiesta, resultando en cientos de heridos. También tiene lugar el Czarotek, que se celebra anualmente en primavera. El último evento del Czechtek se celebró en el área militar de Hradiště al año siguiente, aunque también se dan otras free parties más pequeñas durante todo el año. Viajeros checos como Circus Alien, Strahov o Vosa continuaron difundiendo el ambiente a varios países de Europa como Bulgaria (desde 2003), Rumanía, España, Polonia o Ucrania (desde 2006).

### Teknivales en Bulgaria
En Bulgaria, el Bulgariatek se inició en 2003 y se lleva a cabo anualmente a principios de agosto, generalmente en algún lugar de la costa del Mar Negro. Durante el segundo evento del 6 al 23 de agosto de 2004, los sistemas de sonido participantes fueron: Vosa + Morophonic Harampade (cz), Strahov + Oktekk + Aka. IO + Machine Works (cz), Keine Ahnung (sk), Dejavu (cz), Aphrikka + Gardenzitty + Tekknotice (cz). El sábado se unieron Hekate (gb, fr) y Okupe + Tomahawk (fr). En verano también se celebran otras fiestas gratuitas más pequeñas. En 2017, hubo la primera queja por ruido y las autoridades locales en Shkorpilovtsi notaron que se había estado llevando a cabo un teknival en la playa todos los años durante los últimos diez años.

### Teknivales en España
En 1993, mientras los teknivales se estaban expandiendo por Europa, en España se popularizaba la Ruta del Bakalao, que ya aunaba el movimiento electrónico en este país, y que al igual que en otros países sufrían redadas policiales constantes. Atraídos por esta movida llegaron ese mismo año a Valencia los sound systems británicos Spiral Tribe y Desert Storm entre otros. Sin embargo, los grandes teknivales llegarían más tarde y ninguno ha llegado a tener continuidad. 
El movimiento freetekno de España no es comparable al de otros países como Francia o la República Checa, comenzando desde misma concienciación y degradación en los valores originales de la free party. Sin embargo, las lagunas en la ley y la inacción de las fuerzas han permitido el crecimiento del movimiento sound system y la formación de ciertos teknivales con recorrido, como el Viñatek celebrado desde 2005 en Villarrobledo, La Mancha, llamado 'Antiviña' en oposición al Viña Rock (el cual sí es un festival de pago). En 2017, el Antiviña fue desalojado por la policía por quejas de los vecinos por el ruido.
Un teknival de varios días se celebró para el año nuevo de 2015 en las inmediaciones del embalse de Benagéber, Valencia, y llegó a juntar a más de 3.000 personas, la mayoría de los cuales provenían de Francia.